# Pygmaena destrigata
Pygmaena destrigata là một loài bướm đêm trong họ Geometridae.